# Cesare Rinaldi
Cesare Rinaldi (Bologna, 12 dicembre 1559 – Bologna, 6 febbraio 1636) è stato un poeta italiano, anticipatore del marinismo insieme ad autori come Guido Casoni e Tommaso Stigliani.

## Biografia
Fu uno dei primi a sperimentare forti novità, di contenuto e di stile, rispetto al secolo scorso di stampo manierista. 
Rinaldi canta soggetti inusuali rispetto al modello cinquecentesco: anziché tematiche alte poco inerenti alla vita quotidiana, si concentra su tematiche apparentemente insignificanti come il cagnolino o il gioiello o il seno della donna amata, ma anche donne brutte, calve e con difetti di pronuncia, ramarri, lucertole e baci poco piacevoli.
La nuova poesia presta attenzione ad aspetti della realtà che erano stati esclusi a priori dalla poesia. Non si pensi però che questo sia un tentativo di realismo, poiché questo tipo di esigenza comparirà solo nel sette-ottocento; a Rinaldi non interessa rappresentare la realtà, ma trarne soggetti su cui praticare una sperimentazione linguistica e stilistica, in modo da riscoprire e scoprire nuove o perse figure retoriche (metafora).
Rinaldi fu membro dell'Accademia degli Incogniti di Venezia e dell'Accademia degli Spensierati di Firenze. Sodale di Guido Reni, di Agostino, Ludovico e Annibale Carracci, Lavinia Fontana, Pietro Faccini, Giovanni Valesio, Fu spesso ospite della famosa stanza dei Carracci, luogo di incontro per pittori, scultori, scienziati, poeti, virtuosi d'ogni genere, e sede dell'Accademia degli Incamminati.